# Perilipin 1
Perilipin 1 (PLIN1) ist eines der fünf  Proteine aus der Familie der Perilipine, welches die Oberfläche der Lipidtropfen in Fettzellen von Säugetieren umhüllen. Diese Lipidtropfenproteine spielen eine große Rolle bei der Speicherung und Freisetzung von Fetten. Perilipin 1 hat vier Isoforme, von denen PLN1A das Hauptprotein der Tröpfchen in den Fettzellen ist, in Makrophagen aber nicht vorkommt. PLIN1A bindet vor allem an Triazylglyzerid-reichen Tröpfchen, die anderen Isoforme auch an Cholesterinester-reiche. Perilipin 1 und 5 verhindern die Lipolyse durch die Adipozyten-Triglycerid-Lipase.
Perilipin 1 kommt reichlich in den Fettzellen des weißen und braunen Fettgewebes, in geringerem Umfang auch in den Steroid-produzierenden Zellen der Nebennierenrinde, Hoden und Eierstock vor. PLIN1-Knockout-Mäuse sind schlank und resistent gegenüber nahrungsbedingter Fettsucht. Die PLIN1-Bildung wird durch den Peroxisom-Proliferator-aktivierten Rezeptor-γ reguliert. In der gesunden menschlichen Leber ist kein PLIN1 nachweisbar, bei Fettleber steigt der Gehalt mit dem Grad der Verfettung an. Die PLIN1-Zunahme tritt sowohl bei der nicht-alkoholischen Fettlebererkrankung (NAFLD) als auch der nichtalkoholischen Steatohepatitis (NASH) auf.